# Raised in Rain
Raised in Rain är debutalbumet av den svenska sångerskan Miriam Bryant, utgivet i mars 2013 på Stereoscope Music/EMI. Bryant skrev låtarna tillsammans med producenten Victor Rådström. Albumet tillbringade fyra veckor på Sverigetopplistan, med topplaceringen 12. Fyra av låtarna har släppts som singlar: "Finders, Keepers", "Raised in Rain", "Push Play" och "Last Soul on Earth".

## Produktion
Raised in Rain producerades av Bryants barndomsvän Victor Rådström, som också skötte inspelning och viss mixning samt instrument som keyboard och piano. Även Adel Dahdal ansvarade för inspelning och mixning såväl som mastering.

## Mottagande
Özgür Kurtoglu på Gaffa gav albumet betyget 3 av 5 och skrev "Det är tolv låtar som alla pekar självsäkert på vem det är som har huvudrollen här egentligen, men som vid ett par tillfällen inte räcker till för att ge Miriam Bryant den grund hon behöver stå på för att få full effekt av sina ord och sin sång". Svenska Dagbladets skribent Kristin Lundell menade att jämförelsen som ofta gjorts mellan Bryant och Adele inte var "helt oförtjänt" och kallade Raised in Rain för ett "kompetent album" men frågade sig också "vem Miriam Bryant är bakom de allra största gesterna" och vad hon egentligen vill få sagt. I en recension i Sydsvenskan kommenterade Anders Jaderup att Bryant "har en utmärkt röst och melodierna är efterhängsna utan bli övertydliga". Han menade dock att musiken kombinerade "retrosoul och Lykke Li-dramatik med driven reklamradiopop" och såg negativt på det sistnämnda.

## Låtlista
Alla låtar skrivna av Miriam Bryant och Victor Rådström.
1. "Prelude" – 0:36
2. "Etched in Stone" – 3:13
3. "Push Play" – 3:24
4. "Last Soul on Earth" – 3:23
5. "Easy Street" – 3:17
6. "Hate the Way You Smile" – 3:13
7. "Finders Keepers" – 3:31
8. "A Cappella Song" – 3:06
9. "Alone Isn't Lonely" – 3:16
10. "Bleeding Out" – 3:40
11. "Raised in Rain" – 4:12
12. "Since You Left" – 3:39

## Medverkande
- Miriam Bryant – artist, fotografi (albumkonvolut)
- Mira Andersson – bakgrundssång (10)
- Adel Dahdal – ljudtekniker, inspelning, ljudmix, mastering
- Patrizia Helander – bakgrundssång (3, 11)
- Pelle Hökengren – skivomslag
- Nadia Johansson – bakgrundssång (3, 10, 11)
- Caroline Karpinska – arrangemang (3)
- Susanna Risberg – gitarr (2, 5)
- Victor Rådström – keyboard, piano, bakgrundssång (8), övriga instrument, ljudtekniker, inspelning, ljudmix (ytterligare), produktion
- Benedikt Schnermann – fotografi (omslag)
- Gregory Solenström – fotografi (utsida)
- Rikard Sporre – gitarr (6)
- Vindla String Quartet – stråkinstrument (3, 11)
- Joakim Wallin – trummor (3, 11, 12)
- Ruben Zilberstein – stråkinstrument (4, 6, 7, 9)

Information från Discogs.

## Listplaceringar
| Lista (2013)                | Högsta position |
| --------------------------- | --------------- |
| Sverige (Sverigetopplistan) | 12              |